# Proud Boys
The Proud Boys és una organització nacionalista blanca d'extrema dreta, neofeixista i només masculina que promou i participa en la violència política als Estats Units i al Canadà. El grup es va originar a la revista d'extrema dreta Taki’s Magazine el 2016 sota la direcció del cofundador i ex comentarista Gavin McInnes de Vice Media, prenent el nom de la cançó " Proud of Your Boy " del musical Disney de 2011 Aladdin. Tot i que els Proud Boys van sorgir com a part de l'alt-right, McInnes es va distanciar d'aquest moviment a principis del 2017, dient que els Proud Boys eren alt-light, altrament coneguts com nova dreta, mentre que l'alt-right (dreta alternativa) se centrava en la raça. L'esforç de remodelació es va intensificar després del miting supremacista blanc Unite the Right (En angles: "unir la dreta"). Enrique Tarrio és el president dels Proud Boys des de finals del 2018. Segons un antic fiscal federal i les transcripcions d'un procediment judicial del 2014, Enrrique Tarrio havia treballat anteriorment d'informador de les forces de l'ordre tant federals com locals.
Segons el Centre Internacional per a la lluita contra el terrorisme, el grup creu que els homes i la cultura occidental estan assetjats, les seves opinions tenen elements de la teoria de la conspiració del genocidi blanc. Segons The Daily Beast, tot i que el grup rebutja oficialment la supremacia blanca, "els membres han aparegut en múltiples esdeveniments racistes". Els membres també han participat en múltiples esdeveniments racistes i esdeveniments al voltant de feixista, anti esquerra, i antisocialista violència; el membre expulsat Jason Kessler va organitzar la concentració Unite the Right a Charlottesville. The Proud Boys glorifica la violència i el Southern Poverty Law Center (SPLC) ha anomenat el grup un "club de lluita contra la dreta". L'organització ha estat descrita com un grup d'odi per The Takeaway i el SPLC de NPR. La Lliga Anti-Difamació (ADL) ha descrit els Proud Boys com a "conservadors extremistes" i "alt-lite", "obertament islamòfobs i misògins", "transfòbics i antiimmigració", "massa disposats a abraçar racistes, antisemites i fanàtics" de tota mena", i assenyala la promoció i l'ús que fa el grup de la violència com a tàctica bàsica. El grup ha estat prohibit a nombroses xarxes socials, inclosos Facebook, Instagram i Twitter, i YouTube.
El 3 de febrer de 2021, Canadà va designar oficialment els Proud Boys com a grup terrorista i el Departament de Justícia dels Estats Units va anunciar l'acusació de membres per conspiració relacionada amb l'Assalt del 2021 al Capitoli dels Estats Units. El 20 de juny de 2022, les autoritats de Nova Zelanda també el van designar com un grup terrorista.

## Història i organització
Gavin McInnes va ser cofundador de la revista Vice el 1994, però va ser expulsat el 2008 a causa de les "diferències creatives". Després de marxar, va començar a "seguir obstinadament un camí irregular però implacable cap als sectors de l'extrema dreta de la cultura nord-americana", segons un perfil del 2017 al Canadian Globe and Mail. L'organització Proud Boys es va crear al setembre del 2016 al lloc web de Taki's magazine, una publicació d'extrema dreta per a la qual el nacionalista blanc Richard B. Spencer havia exercit com a editor executiu. Abans existia informalment, ja que un grup se centrava en McInnes i la primera reunió del capítol de Brooklyn el juliol del 2016 va resultar en una baralla al bar on es van conèixer. El nom deriva de la cançó "Proud of Your Boy" creada originalment per a la pel·lícula de Disney Aladdin de 1992, però deixada de banda després dels canvis de la història en la producció, i posteriorment apareguda en l'adaptació musical de l'2011. A la cançó, el personatge Aladdin demana perdó a la seva mare per ser un fill dolent i promet fer-la orgullosa. McInnes ho interpreta com Aladdin que demana perdó per ser un noi. El va escoltar per primera vegada mentre assistia al recital musical de la seva filla. Les lletres "falses, humils i autoserveis" de la cançó es van convertir en un tema en curs al seu podcast. McInnes va dir que era la cançó més molesta del món, però que no en podia tenir prou.
L'organització ha estat descrita com un grup d'odi pel Southern Poverty Law Center (SPLC) i The Takeaway de NPR. Spencer, McInnes i els Proud Boys han estat descrits com a racistes hipster per Vox i Media Matters for America. McInnes diu que la mentalitat de les víctimes de les dones i d'altres grups històricament oprimits no és saludable, argumentant que "[aquí] és un incentiu per ser víctima. És genial ser víctima". Veu els homes blancs i la cultura occidental com a "assetjats" i va qualificar les crítiques de les seves idees de " culpables de víctimes". Segons el Centre Internacional per a la lluita contra el terrorisme, les seves opinions tenen elements de la teoria de la conspiració del genocidi blanc. Segons la Lliga Anti-Difamació (ADL), el grup forma part de l'alt-lite i és "obertament islamòfob". L'ADL informa que, de manera ideològica, els membres subscriuen una àmplia gamma de tropes llibertaries i nacionalistes, que es refereixen a si mateixos com a correcció anticomunista i antipolítica, però a favor de la llibertat d'expressió i els mercats lliures". L'octubre de 2019, membres del capítol de Denver dels Proud Boys van marxar amb membres del Front Patriot i antics membres del Partit Obrer Tradicionalista neo-nazi. Segons l'ADL, "aquestes relacions mostren que els Proud Boys són menys un club de taberna pro-occidental i més una banda extrema i de dretes". A principis del 2017, McInnes va començar a distanciar-se de la Dreta alternativa, dient que el enfocament de la Dreta alternativa és en la raça mentre que el seu enfocament és en el qual ell anomena “valors occidentals”. Aquest esforç de rebranding es va intensificar després de La manifestació Unite the Right. El 2018, McInnes deia que els Proud Boys formaven part de la "nova dreta".
L'organització glorifica la violència política contra els antifa i les persones esquerres, recrea els assassinats polítics, amb samarretes que elogien els assassinats d'esquerres d'Augusto Pinochet i participen directament en la violència política. A l'abril del 2016, McInnes, que creu que la violència és "una manera realment efectiva de resoldre problemes", va dir: "Vull violència, vull donar un cop de puny a la cara. Estic decebut pels partidaris de Trump per no donar prou cops de puny ". L'agost del 2017, va afirmar a més que "no comencem baralles […] però les acabarem". Heidi Beirich, directora del Projecte d'Intel·ligència de l'SPLC, va dir que aquesta forma d'agressió intencionada no era habitual entre els grups d'extrema dreta del passat. Va dir, a més, que l'afirmació de l'extrema dreta que "anem a aparèixer i pretenem barallar-nos" era nova. A finals de novembre de 2018, es va informar, basat en una nota interna de l'oficina del xèrif al comtat de Clark, Washington, que l'FBI havia classificat els Proud Boys com un grup extremista amb vincles amb el nacionalisme blanc. Dues setmanes més tard, l'agent especial a càrrec de l'oficina de l'FBI a Oregon va aclarir que el FBI no volia designar a tot el grup, només un nombre de membres del grup, que atribuïa l'error a una mala comunicació. Durant la conferència, l'FBI va recomanar referir-se a classificacions sobre el grup per part de l'SPLC i d'altres agències externes.
L'organització s’oposa al feminisme i promou estereotips de gènere en què les dones estan sotmeses als homes. L'organització té una ala auxiliar exclusiva de membres femenins anomenada "Proud Boys 'Girls" que recolza la mateixa ideologia. L'ADL afirma que els Proud Boys són un "grup conservador extremista". Segons l'ADL, McInnes i els Proud Boys són misògins que anomenen les dones "mandroses" i "menys ambicioses" que els homes i "veneren [e] la mestressa de casa". McInnes ha demanat una "monogàmia forçada" i ha criticat el feminisme com "un càncer". Alguns homes que no són blancs, inclòs Enrique Tarrio, el president del grup i el director de llatins de l'estat de Florida per a Trump, s'han unit als Proud Boys, atret per la defensa de l'home per l'organització, la postura antiimmigrant i defensora de la violència. Els Proud Boys afirmen condemnar el racisme, amb Tarrio afirmant que el grup té "una llarga normativa que prohibeix l'activitat racista, supremacista blanca o violenta". No obstant això, l'ADL ha considerat que el grup té opinions antisemites, islamòfobes i racistes, i se sap que el grup amenaça, intimida o agredeix violentament els manifestants antiracistes. El grup ha afirmat que hi ha una "inherent superioritat d'Occident", que s'esforça enormement per emmascarar les connexions dels membres amb la supremacia blanca. L'ADL afirma que les "tàctiques extremes i provocatives dels Proud Boys, juntament amb el racisme obert o implícit, la islamofòbia, l'antisemitisme i la misogínia i el fet que el grup estigui tan descentralitzat, inconsistent i estès, suggereixen que el grup hauria de ser un "motiu de preocupació important".
Els Proud Boys han estat prohibits per les plataformes de xarxes socials Facebook, Instagram, Twitter i YouTube. L'agost de 2018, Twitter va donar per acabat el compte oficial del grup juntament amb el compte de McInnes segons la seva política de prohibició de grups extremistes violents. En aquell moment, la foto de perfil del grup mostrava un membre donant cops de puny a un contra-manifestant. Facebook i Instagram van prohibir el grup i McInnes l'octubre del 2018. El mateix any, YouTube va prohibir el fundador de Proud Boys per infracció dels drets d'autor el desembre de 2018. El 16 de juny de 2020, Facebook va anunciar que havia eliminat 358 comptes de la seva plataforma i 172 d'Instagram que mantenien vincles amb l'organització.

### Membres i doctrina

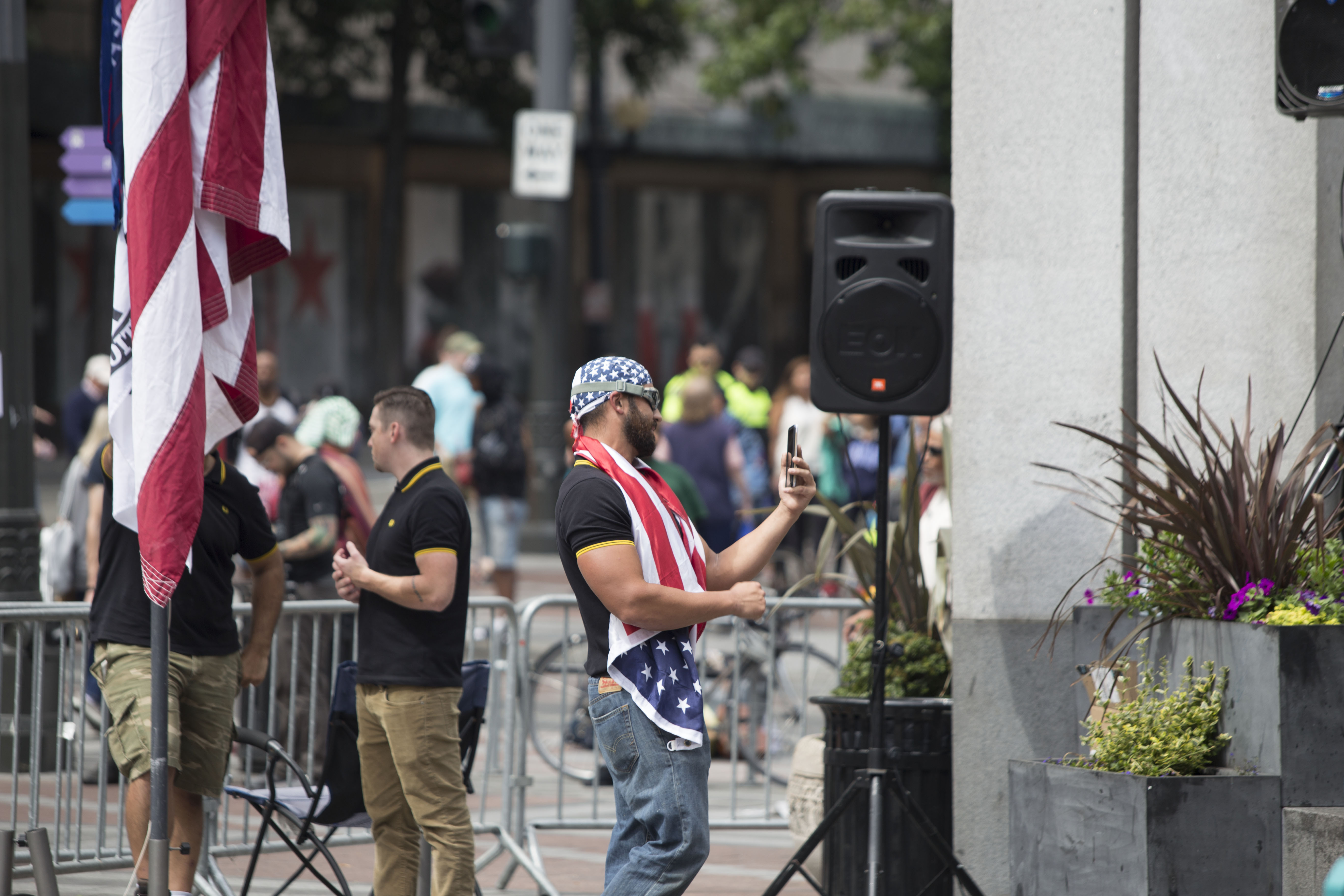
Proud Boys es troba al costat de Joey Gibson en una concentració del 2017 a Seattle

D'acord amb David Neiwert, els Proud Boys recluten a la franja d'edat de 15- / 30-anys, majoritàriament homes blancs que venen principalment dels suburbis i exurbs, i a vinculats a la dreta. Els Proud Boys diuen que tenen un procés d'iniciació que consta de quatre etapes i inclou cerimonies d'iniciació. La primera etapa és un jurament de fidelitat, per ordre de "Sóc un orgullós masclista occidental, em nego a demanar disculpes per crear el món modern"; el segon és rebre cops de puny fins que la persona reciti curiositats de cultura popular, com ara els noms de cinc cereals per esmorzar; el tercer és tatuar-se i acceptar no masturbar-se; i el quart es troba en una gran lluita "per la causa".
The Daily Beast va informar el novembre de 2018 que els Proud Boys van modificar les seves normes per prohibir els pantalons curts de càrrega i l'ús d'opioides i metamfetamina de cristall. No obstant això, el mateix article esmentava que no es van establir restriccions a la cocaïna.
Es desconeix el nombre total de membres de Proud Boys. Els informes calculen la pertinença entre diversos centenars i fins a 6.000. El juliol de 2018, la sucursal de Proud Boys a Los Angeles tenia 160 membres i fins a 300 sol·licitants pendents, segons el president de Proud Boys LA, que és una persona no identificada.
Gènere i sexualitat
Les dones i els homes trans no poden unir-se als Proud Boys i el president sense nom de Proud Boys LA va dir al Los Angeles Times que el grup només admet "homes biològics".
Segons l'organització, el seu jurament de fidelitat inclou una declaració en la línia de "Sóc un orgullós masclista occidental, em nego a demanar perdó per crear el món modern" i el compromís de no masturbar-me. Posteriorment, la política de masturbació es va modificar per llegir: "cap germà heterosexual de la fraternitat es masturbarà més d'una vegada en cap mes natural" i "tots els membres s'abstindran de la pornografia".

### Jerarquia dels membres
Segons l'associació antiracista Southern Poverty Law Center i les declaracions de Gavin McInnes, qualsevol home que desitgi fer-se membre dels Proud Boys ha de seguir un ritu jeràrquic d'iniciació en 4 graus:
- Grau 1: L'aspirant hauria de pronunciar la frase "Sóc un xovinista occidental que es nega a demanar perdó per crear el món modern". "Sóc un occidental xovinista que es nega a demanar perdó per la creació del món modern".
- Grau 2: L'aspirant ha de designar 5 marques de cereals mentre és colpejat per altres membres.[64] Aquest ritual semblant al hazing (McInnes diu que es va inspirar en un "joc" que es practicava a l'escola secundària), segons McInnes, estaria destinat a avaluar la capacitat de l'aspirant per "controlar la seva adrenalina" i utilitzar les seves facultats mentals fins i tot en situacions difícils. situacions. Explica: “Defensar Occident contra aquells que en vulguin la caiguda és com recordar els noms dels cereals quan et donen deu cops de puny."[66]
- Grau 3: L'aspirant ha de tatuar-se el logotip de Proud Boys i "renunciar a la masturbació".
- Grau 4: El grau 4 s'obté després de participar en lluites "per la causa", contra grups d'extrema esquerra o antifeixistes.[67]

### Lideratge

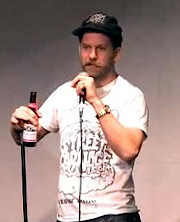
Gavin McInnes, fundador de Proud Boys

Gavin McInnes va fundar el grup i en va ser el líder. Després de la designació de diversos membres de Proud Boys com a extremistes vinculats al nacionalisme blanc, McInnes va dir que els seus advocats li havien aconsellat que deixar de fumar podria ajudar els nou membres de Proud Boys a ser processats pels incidents a l'octubre. Durant l'anunci, va defensar el grup, va atacar els informes sobre ell, va dir que els nacionalistes blancs no existeixen i, de vegades, va dir que les coses que feien veure que no deixava de fumar, com ara "és un gest 100% legal, i es tracta d'un 100% d'alleujar la sentència ", i va dir que era un" gest de baixar, entre cometes ".
A novembre de 2018, el grup va nomenar els seus líders com Enrique Tarrio, designat com a president, i el "Elder Chapter", que consta de Harry Fox, Heath Hair, Patrick William Roberts, Joshua Hall, Timothy Kelly, Luke Rofhling i Rufio Panman. Jason Lee Van Dyke, que era l'advocat de l'organització en aquell moment, havia estat nomenat breument com a president per substituir McInnes quan va marxar, però l'organització va anunciar el 30 de novembre que Van Dyke ja no estava associat amb el grup, encara que el seu el bufet d'advocats encara té marques comercials de Proud Boys i és l'agent registrat en dos dels capítols del grup.
El desembre de 2018 es va emetre una ordre d'arrest per a Van Dyke per la seva amenaça de mort a una persona que anteriorment ja havia demandat. Tot i que McInnes havia dit anteriorment que qualsevol membre de Proud Boy que se sap que havia assistit a la concentració Unite the Right va ser expulsat de l'organització, el nou president Tarrio va admetre haver assistit a l'esdeveniment, però "tenia recels sobre la marxa de les torxes i va fer no hi participeu".
Al novembre de 2020, Kyle "Based Stickman" Chapman va dir que "reasumiria [el seu] càrrec com a president dels Proud Boys", tot i que no és evident que Chapman hagi estat mai president del grup. També va anunciar que el grup, que nega ser una organització supremacista racista o blanca, prendria una direcció explícitament supremacista blanca, i que tenia la intenció de tornar a centrar l'organització en les qüestions del "genocidi blanc" "i els" fracassos del multiculturalisme". També va anunciar que canviaria el logotip i canviarà el nom del grup per "Proud Goys ", un terme utilitzat per l'extrema dreta per indicar l'antisemitisme. Es creu que l'intent de cop d'estat no va tenir èxit i el nom de Proud Goys no s'ha adoptat fora de les xarxes socials de Chapman.

## Activitats i esdeveniments

### 2017-2018

#### Universitat de Nova York
El febrer de 2017, McInnes va arribar a la Universitat de Nova York per pronunciar un discurs, acompanyat d'un grup d'uns deu Proud Boys. Es van produir escaramusses entre els Proud Boys i els manifestants antifa, i el NYPD va dir que onze persones van ser acusades de delictes. Un membre dels Proud Boys que va animar a altres a lluitar contra els "marics que portaven negre que no ens deixaria entrar" va ser arrestat més tard per donar un cop de puny a un periodista de DNAinfo.

#### Protestes de Berkeley
A la concentració de Trump del 4 de març del 2017 a Berkeley, Califòrnia, es va registrar que Kyle Chapman va colpejar un contra-manifestant al cap amb un tac de fusta. Les imatges de Chapman es van fer virals i els Proud Boys van organitzar una campanya de finançament col·lectiu per la fiança de Chapman després de la seva detenció. Després d'això, McInnes va convidar Chapman a involucrar-se amb els Proud Boys, a través dels quals va formar l'Orde Fraternal dels Cavallers Alt.
El 15 d'abril de 2017 es va organitzar a Berkeley una concentració d'alt-dreta per part de la Liberty Revival Alliance, que no va sol·licitar ni va rebre cap permís i va comptar amb la presència de membres dels Proud Boys, Identity Evropa (un grup neo-nazi nord-americà). i Oath Keepers (un grup d'extrema dreta antigovernamental). Moltes d'aquestes persones van viatjar a Berkeley des d'altres parts del país i la concentració va ser contraprotestada i va esclatar la violència que va provocar la detenció de 21 persones.

#### Interrupció de la protesta dels pobles indígenes de Halifax
L'1 de juliol de 2017, cinc membres de les Forces Armades Canadences (CAF) que s’identificaren com a Proud Boys van interrompre una protesta organitzada per activistes indígenes a Halifax, Nova Escòcia, contra una estàtua d'Edward Cornwallis, el primer tinent governador de Nova Escòcia. Activistes indígenes havien protestat prèviament al lloc i van demanar la retirada de l'estàtua a causa de les accions de Cornwallis contra els indígenes, inclosa l'ordenació d'una recompensa per a cuir cabellut de persones Mi'kmaq. Els Proud Boys portaven la bandera del Canadian Red Ensign de l'època de Cornwallis i un d'ells va dir als manifestants indígenes: "Esteu reconeixent el vostre patrimoni i nosaltres també".
El general Jonathan Vance, el cap dels CAF, va anunciar una investigació, el contraalmirall John Newton, comandant de la flota marítima de la Marina Reial Canadenca, va quedar "horroritzat personalment" per l'incident i va dir que els Proud Boys eren "clarament un grup supremacista blanc i, fonamentalment, ens oposem a qualsevol dels seus valors". La investigació de les CAF va concloure a l'agost del 2017. Més tard, aquell mes, Newton va anunciar que les CAF havien pres "les mesures adequades per solucionar les deficiències individuals" i que quatre dels membres havien tornat al servei, advertint: "Qualsevol altre comportament inadequat podria donar lloc a la seva cessació de les Forces Armades del Canadà". El 2018, l'estàtua va ser retirada del lloc per la ciutat de Halifax.

#### Manifestació uniu la dreta
El juny de 2017, McInnes va desautoritzar la concentració prevista per unir-se a la dreta a Charlottesville, Virgínia. Tot i això, Proud Boys van participar en l'esdeveniment d'alt-right d'agost de 2017, que va ser organitzat pel supremacista blanc Jason Kessler. Kessler s'havia unit als Proud Boys un temps abans d'organitzar l'esdeveniment. McInnes va dir que havia expulsat Kessler després que les seves opinions sobre la cursa quedessin clares. Després de la concentració, Kessler va acusar McInnes d'utilitzar-lo com a "patsy" i va dir: "Estàs intentant cacar i salvar el teu cul". Alex Michael Ramos, un dels homes condemnats per l'assalt de DeAndre Harris que va tenir lloc a la concentració, estava associat amb els Proud Boys i l'Orde Fraternal d'Alt-Knights.

#### Caravana Islamberg
El juliol de 2017, els Proud Boys es van unir a una caravana per passejar per Islamberg, Nova York, una comunitat d'una vintena de famílies musulmanes negres que es van traslladar a la part nord de l'estat per escapar del crim i el racisme de la ciutat de Nova York i que ha estat objectiu de les teories conspiratives de diversos grups d'odi islamòfobs i complots terroristes de dretes.

#### Protestes del nord-oest del Pacífic

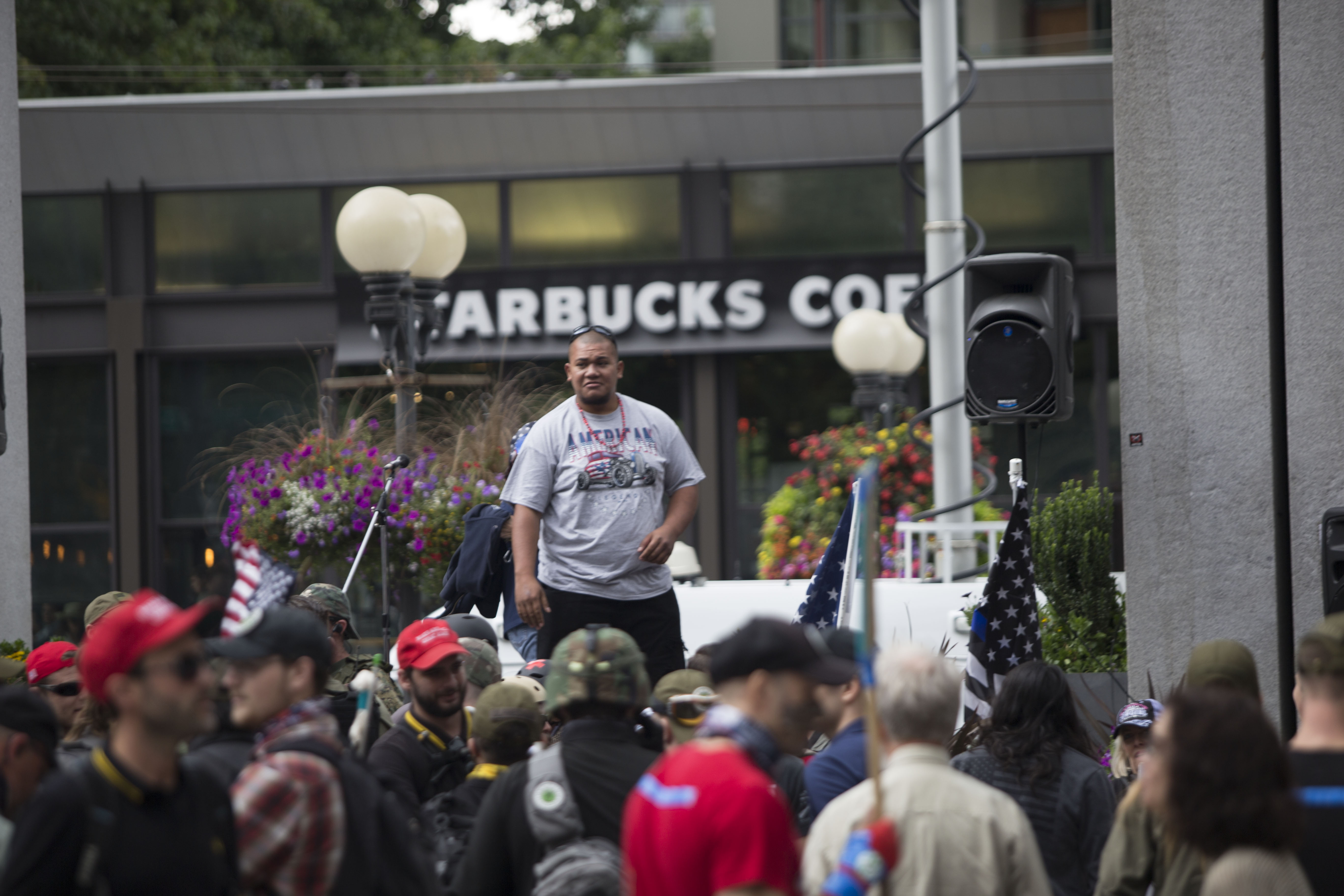
Tusitala "Tiny" Toese and Proud Boys a Seattle el 2017

Els Proud Boys han estat actius durant diversos anys al nord-oest del Pacífic dels Estats Units. A partir del setembre del 2017 i fins al 2018, els Proud Boys van participar en diverses concentracions organitzades per Patriot Prayer a Portland, Oregon, i a la propera Vancouver, Washington. Les escenes de violència d'un d'aquests mítings es van convertir en una propaganda per als Proud Boys i es van difondre a les xarxes socials. La violència va esclatar en dos esdeveniments el juny del 2018 i va deixar hospitalitzades cinc persones després que la marxa d'extrema dreta del 30 de juny es convertís en un motí al centre de Portland.

### 2018-2019

#### Digueu no a la manifestació marxista
L'agost de 2018, el Centre d'Intel·ligència Regional del Nord de Califòrnia (NCRIC) va resumir un informe sobre grups de dretes que recollien armes abans d'una concentració. La base de l'advertència és una trucada de juliol d'un home al departament de policia de Berkeley, per expressar la seva preocupació per algú que coneixia, que presumptament era membre dels Proud Boys, que "reunia màscares, cascos i armes de foc i que tindria una guerra absoluta amb el liberals en un acte previst que tingui lloc a Berkeley el 5 d'agost de 2018". El 5 d'agost de 2018, un míting Digues no al marxisme a San Francisco organitzat pels Proud Boys i els seus aliats va donar lloc a la seva protesta contra la protesta.

#### Club Republicà Metropolità
L'octubre de 2018, McInnes va fer una xerrada al Metropolitan Republican Club de l'Upper East Side de Manhattan. Va sortir del seu cotxe amb ulleres amb els ulls asiàtics dibuixats a la part davantera i va treure una espasa samurai de la funda. La policia el va obligar a entrar. Més tard, dins de l'esdeveniment, McInnes i un membre asiàtic dels Proud Boys van tornar a promulgar l'assassinat d'Inejiro Asanuma, el líder del partit socialista japonès el 1960; una fotografia amb subtítols de l'assassinat real s'havia convertit en un meme a les xarxes socials d'alta dreta. El públic de l'esdeveniment va ser descrit pel New York Times com “una secció transversal de la subcultura d'extrema dreta de Nova York: llibertaris, teòrics de la conspiració i nacionalistes que s’han concentrat al voltant de la seva oposició a l'islam, al feminisme i a la política liberal”.
Activistes antifeixistes havien començat a protestar fora del club abans de l'esdeveniment i, segons els informes, s’havien dedicat al vandalisme. Després de provocacions creuades entre els bàndols contraris, els Proud Boys van carregar contra els manifestants, que van llançar una ampolla com a resposta, donant lloc a una baralla. Segons els informes, la policia de Nova York present a la protesta no va respondre.
El 21 de novembre de 2018, McInnes va dir que els seus advocats li havien aconsellat que dimitir podria ajudar els nou membres processats pels fets ocorreguts a l'octubre i va dir que "això és un gest legal al 100% i que es tracta al 100% d'alleujar la condemna", i va dir que era un "gest de baixar, entre cometes".
Les conseqüències de l'incident van deixar el grup en un desordre intern. Després que McInnes abandonés el grup nominalment, el "Elder Chapter" del grup hauria assumit el control. Jason Lee Van Dyke, l'advocat del grup, va ser nomenat president del capítol. Van Dyke era conegut anteriorment per haver demandat els mitjans de comunicació i activistes antifeixistes per informar sobre el grup i per haver comès violentes amenaces en línia amb un llenguatge racista. Llavors, el grup va publicar públicament el seu nou reglament en línia, amb els noms dels membres del "Elder Chapter" enumerats i redactats. Posteriorment, es va descobrir que la redacció estava errònia, ja que es pot accedir a la llista de noms seleccionant sobre la barra negra del document publicat. Un dia després, el capítol anunciava que Van Dyke ja no era el líder del grup, i Enrique Tarrio és el nou president del grup.
Les proves de vídeo de tres vídeos separats van demostrar de manera concloent que els Proud Boys havien iniciat la lluita després de l'esdeveniment del Club Republicà Metropolità. John Miller, subcomissari de policia de la ciutat de Nova York per a la intel·ligència i el terrorisme, va dir que "incidents com la lluita post-MRC fan que sigui més probable" que els Proud Boys estiguin "més presents en el radar" de les autoritats.
Deu homes connectats amb els Proud Boys van ser arrestats en relació amb l'incident d'octubre del 2018. Set Proud Boys es van declarar culpables de diversos càrrecs, inclosos disturbis, conducta desordenada i intent d'assalt. Dos dels homes que van acceptar acords de motiu van ser condemnats a cinc dies de treball a la comunitat i no van rebre presó. L'agost del 2019, dos dels Proud Boys, Maxwell Hare i John Kinsman, van ser condemnats després d'un judici amb jurat per intent d'atac de bandes, intent d'atac i disturbis; el jurat va deliberar un dia i mig de deliberacions abans de rebutjar les seves reclamacions d'autodefensa. Hare i Kinsman van ser condemnats a quatre anys de presó. L'acusat final està pendent del judici.
Les quatre víctimes antifeixistes de la pallissa no cooperen amb els fiscals, fins i tot fins al punt de revelar la seva identitat, i només es coneixen com a "Cap afaitat", "Cua de cavall", "Caqui" i "Cinturó punxegut". A causa de la seva manca de cooperació, els Proud Boys no van poder ser acusats d'assalt —que requereix proves de lesions—, sinó que van ser acusats de disturbis i intents d'assalt, que només requereixen un intent de causar lesions. Sense que les víctimes declaressin, la major part de les proves del judici provenien de vídeos de l'incident, incloses les imatges filmades per un documentalista de vídeo i de les càmeres de seguretat.

#### Connexió amb Roger Stone
A principis del 2018, abans d'una compareixença a la Conferència Republicana Dorchester anual a Salem, Oregon, Roger Stone va buscar als Proud Boys perquè actuessin com la seva "seguretat" per a l'esdeveniment; les fotos publicades en línia mostren beure pedra amb diversos Proud Boys.
Al febrer de 2018, els Proud Boys van publicar un vídeo a Facebook que van descriure com a Stone que estava patint una "iniciació de baix nivell" al grup. Com a part de la iniciació, Stone diu "Hola, sóc Roger Stone. Sóc xovinista occidental. Em nego a demanar disculpes per la creació del món modern ", cosa que el converteix en un membre de" primer grau ", que Kutner qualifica de" simpatitzant ". Stone nega ser membre del grup. Al juliol de 2020, Facebook va anunciar que havia tancat els comptes i les pàgines enllaçades amb Stone and Proud Boys. Aquesta xarxa de més de 100 comptes de Facebook i Instagram va gastar més de 300.000 dòlars en anuncis per promocionar les seves publicacions i va incloure persones falses.
A finals de gener de 2019, quan l'FBI va detenir Stone per set delictes relacionats amb la investigació de Mueller, Enrique Tarrio, el president dels Proud Boys, es va trobar amb Stone quan sortia del jutjat de Florida. Tarrio, que portava una samarreta "Roger Stone Did Nothing Wrong", venuda per una empresa propietat de Tarrio, va dir a un periodista de la televisió local que l'acusació no era més que "càrrecs superats" i que posteriorment va ser vist visitant la casa de Stone. L'endemà, a Washington DC, un petit nombre de Proud Boys es van manifestar davant del jutjat on Stone es va declarar innocent dels càrrecs, portant cartells de "Roger Stone no va fer res dolent" i d'altres que van promoure el lloc web de conspiració InfoWars. Els Proud Boys van entrar en una disputa amb els demòcrates anti-Stone. Tarrio es va filmar posteriorment darrere del president Donald Trump el febrer de 2019, durant un discurs televisat a Miami, on se’l va veure portant el mateix missatge en una samarreta.
El fundador de Proud Boys, Gavin McInnes, va dir que Stone era "una de les tres figures de mitjans aprovades que van poder parlar" del grup. Quan un periodista local li va preguntar a Stone sobre l'afirmació dels Proud Boys que havia estat iniciat com a membre del grup, va respondre anomenant el periodista membre del partit comunista. És particularment proper a l'actual líder del grup, Enrique Tarrio, que ha monetitzat comercialment la seva posició.

#### Amenaça d'alcalde de Portland
El gener de 2019, Reggie Axtell, membre dels Proud Boys, va amenaçar a Ted Wheeler, l'alcalde demòcrata de Portland, Oregon, en un vídeo de Facebook. Segons el Southern Poverty Law Center, Axtell va dir al vídeo que "els dies de Wheeler són merdosos. .. T'ho prometo, Ted Wheeler: vinc per tu, petit punk ". Axtell també va dir que "desemmascararia tots els fills de puta [antifeixistes] que em trobo", en referència a una campanya iniciada pel líder de l'Patriot Prayer Joey Gibson, Proud Boy Tusitala "Tiny" Toese i l'ex Proud Boy Russell Schultz per arrencar les bandanes dels manifestants antifeixistes i fer-los fotos de la cara, "desenmascarant-los". L'anunci de la campanya es va produir poc després d'un altercat que va tenir lloc quan els membres de Proud Boys i Patriot Prayer van intentar i no van envair una reunió capitular de l'organització d'esquerres Socialistes Democràtics d'Amèrica. Els grups van xocar amb activistes antifeixistes a prop després de negar-se l'entrada a la reunió i van dir que havien estat atacats.

#### 1776. shop
El febrer de 2019, la revista Slate va informar que Square, Chase Paymentech i PayPal havien retirat els seus serveis de processament de pagaments de 1776.shop, un lloc de mercaderies en línia d'extrema dreta associat amb Proud Boys. 1776.shop es llista com un projecte de Fund the West LLC, una empresa de Miami registrada a Henry Tarrio. En el passat, Enrique Tarrio, el president de Proud Boys, ha dit que és el "propietari de l'empresa" de 1776.shop, augmentant la probabilitat que "Henry Tarrio" i "Enrique Tarrio" siguin la mateixa persona. Henry Tarrio també és el propietari registrat de "Proudboys LLC", que utilitza la mateixa adreça que Fund the West.

#### Crítiques amenaçadores
El juliol de 2019, es va informar que en diverses ocasions Proud Boys havia anat a casa dels seus crítics i els havia amenaçat. El juny de 2018, Vic Berger, que publica vídeos en línia burlant-se de figures de l'extrema dreta, inclòs el fundador de Proud Boy, Gavin McInnes, va informar que va ser visitat a casa seva per un Proud Boy que li va dir: "Realment estàs fent mal als Proud Boys. Heu de deixar de fer aquests vídeos ". Posteriorment, Berger va dir que havia entrat en possessió d'un document intern de Proud Boy que demanava que Proud Boys trobés les adreces dels seus oponents i els dels seus parents i "MOSTREU-HO QUE HI HA CONSEQÜÈNCIES! ! ! "

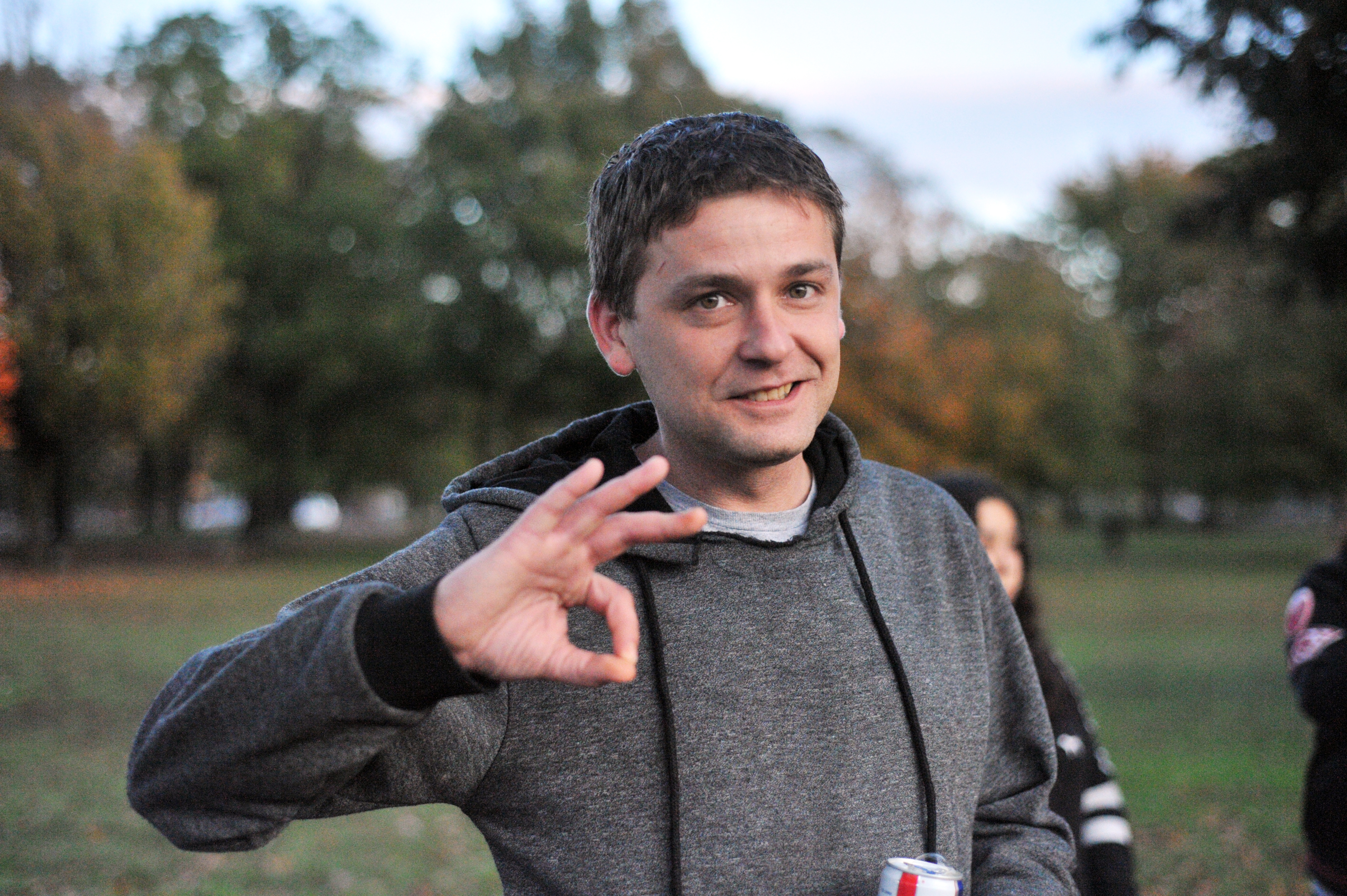
Zach Rehl, principal organitzador dels Philadelphia Proud Boys, realitzant un gest supremacista blanc al novembre de 2020

El 29 de juny de 2019, un grup de Proud Boys es va presentar a les 23:00 a la casa de Filadèlfia de Gwen Snyder, que fa un seguiment dels moviments dels Proud Boys. Snyder no era a casa en aquell moment, de manera que el grup va parlar amb un veí dient-los que Snyder havia de deixar de publicar a Twitter els noms de Proud Boys i altres informacions sobre ells. Un dels grups suposadament va dir: "Li dius a aquesta gossa grossa que millor que s'aturi". Snyder va denunciar l'amenaça a la policia de Filadèlfia, donant-los imatges de càmeres de seguretat de l'incident. Abans de l'amenaçadora de Snyder, un Proud Boy anònim va publicar a Telegram, una aplicació de missatgeria, un comentari que demanava accions contra "les taques de merda més grans de Philly".

#### Manifestació de demanda d'expressió lliure
El 6 de juliol de 2019 va tenir lloc una concentració de Proud Boys anomenada Demand Free Speech Freedom Plaza i Pershing Park de Washington, que va atreure a unes 250 persones. McInnes, Laura Loomer i Milo Yiannopoulos van aparèixer mentre l'ex conseller de Trump Roger Stone i Jacob Wohl no. Una festa de contraprotesta i ball al carrer va atreure més gent que la concentració principal. La policia va dir que només hi havia escaramusses menors entre l'extrema dreta i l'antifa i que no es van produir detencions. Candidat republicà Omar Navarro, 1 perenne reptador per la congressista demòcrata Maxine Waters posat al Congrés ', es va retirar d'intervenció en l'esdeveniment, el piular que la seva exnòvia Deanna Lorena, qui es descriu com' MAGA expert en relacions ', l'havia amenaçat, l'ús de la cocaïna i tenir relacions sexuals amb membres dels Proud Boys. En resposta als tuits de Navarro, els Proud Boys van emetre un vídeo on apareixien l'ex membre del personal d' InfoWars Joe Biggs i Ethan Nordean —l'estrella d'un vídeo viral que el mostrava colpejant a un manifestant antifa— en què "desterraven" Navarro dels Proud Boys. El president dels Proud Boys, Enrique Tarrio, va descriure el grup com a "pro-drogues". Altres ponents que havien estat programats per a la concentració, inclosos els promotors de Pizzagate, Mike Cernovich i Jack Posobiec, ja havien cancel·lat les seves compareixences per motius que aparentment no estaven relacionats amb els càrrecs de Navarro.

### 2019-2020

#### Informes d'intel·ligència contra el terrorisme i l'extremisme
El 2019 es va publicar l' extremisme violent de 22 pàgines a Colorado: una guia de referència per a l'aplicació de la llei del Centre d'anàlisi d'informació de Colorado (la versió estatal del DHS) i el Departament de Seguretat Pública de Colorado, amb les organitzacions que discutien els Proud Boys l'encapçalament “Extremisme supremacista blanc”. En la cobertura de The Guardian, es va informar que les organitzacions membres de la xarxa nacional de centres antiterroristes havien emès advertiments sobre els Proud Boys. Qualificant Proud Boys d '"amenaça per a Colorado", la guia els relacionava amb el grup terrorista neo-nazi Divisió Atomwaffen i de com van acabar els violents enfrontaments el 2018 amb l'Rocky Mountain Antifa amb la detenció de dos membres dels Proud Boys. L'orientació sobre els Proud Boys de l'informe implicava descriure’ls com a “un perillós grup supremacista blanc”, com una amenaça d'extremisme supremacista blanc i amb la “preocupació que els extremistes supremacistes blancs continuïn atacant membres de la comunitat que amenacen la seva creença de superioritat caucàsica ".
També el 2019, el Centre Regional d'Intel·ligència d'Austin (ARIC) va elaborar una avaluació de l' amenaça d' un esdeveniment especial dels possibles perills per a la Austin Pride Parade. L'ARIC va identificar els Proud Boys com a associats a una "reacció creixent contra el Mes de l'Orgull" que va sorgir en forma del moviment de l'orgull directe, i va assenyalar que un "esdeveniment d'orgull transgènere del juny del 2019 a Seattle (Washington) va ser interromput per" l'alt-dreta Organització de Proud Boys".

#### Afició als aficionats al futbol
Després que la Major League Soccer (MLS) dictaminés que els partidaris d'Emerald City (ECS), els antifeixistes del Seattle Sounders Football Club, no podien enarborar la bandera del grup paramilitar antinazi del Front de Ferro de la dècada de 1930 en els partits de Sounders, onze. membres dels Proud Boys es van reunir amb el grup d'unes 100 persones quan van marxar a l'estadi el 4 d'agost de 2019 per burlar-los i cridar-los. Hi va haver una cobertura policial addicional, amb l'únic incident que es va produir quan els Proud Boys van intentar entrar a un bar que és un lloc conegut per reunir els membres de l'ECS. El MLS havia classificat la bandera del Front de Ferro com a "imatges polítiques", que en aquell moment estava prohibida segons les regles de la lliga. Tanmateix, grups de Seattle i d'altres llocs van desafiar la sentència que es va revertir el setembre de 2019 quan el MLS va reafirmar “el seu compromís des de fa temps amb els valors d'inclusió i diversitat, inclosa l'oposició al racisme, el feixisme i l'homofòbia i a garantir que no hi ha lloc per a repugnants discursos d'odi als estadis de la MLS ".

#### Acabar la concentració del terrorisme domèstic
The Proud Boys i Joe Biggs, amfitrió de programes de ràdio amb seu a Florida i antic membre del personal d' InfoWars, van organitzar una manifestació del 17 d'agost de 2019 a Portland, on van assistir membres de diversos grups d'extrema dreta. La manifestació End End Terrorism, que de vegades es titulava "Millor mort que vermell", pretenia promoure la idea que l'antifa s'hauria de classificar com a " terrorisme domèstic ". Va rebre atenció nacional, inclòs un tuit del president Trump. Un dia abans de la concentració, Joey Gibson, de Patriot Prayer, que havia organitzat esdeveniments similars el 2017 i el 2018, va ser detingut acusat de delictes antidisturbis durant un incident de l'1 de maig de 2019. The Proud Boys va organitzar l'esdeveniment d'agost en resposta a un vídeo que es va fer viral de manifestants emmascarats que agredien el blogger conservador Andy Ngo en una concentració de Portland el 29 de juny de 2019. L'esdeveniment Finalitzar el terrorisme domèstic va atreure més contra-manifestants que els participants —almenys un grup va instar els seus membres amb antelació a no assistir— i va posar fi als Proud Boys que sol·licitaven una escorta de la policia per sortir.

#### Companyia Bon Air Fire
El setembre de 2019, el municipi de Haverford, Pennsilvània, va anunciar que una de les seves companyies de bombers voluntàries, la Bon Air Fire Company, havia estat rellevada definitivament del servei el final del dia anterior a causa de la seva manca de voluntat de destituir un líder de la companyia de bombers., Bruce McClay Jr., que estava en el procés d '"iniciació" per unir-se als Proud Boys; McClay havia ofert la seva dimissió, però la companyia de bombers havia rebutjat acceptar-la. Quatre dies després que el municipi tingués vincles amb la Companyia de Bombers Bon Aire, la companyia de bombers va revertir la seva decisió i va acceptar la renúncia de McClay, dient que la seva decisió inicial de rebutjar-la va ser un "error"; això va obrir el camí perquè el municipi pogués tornar a obrir l'empresa.

#### Protestes anti-BLM i desinformació de COVID-19

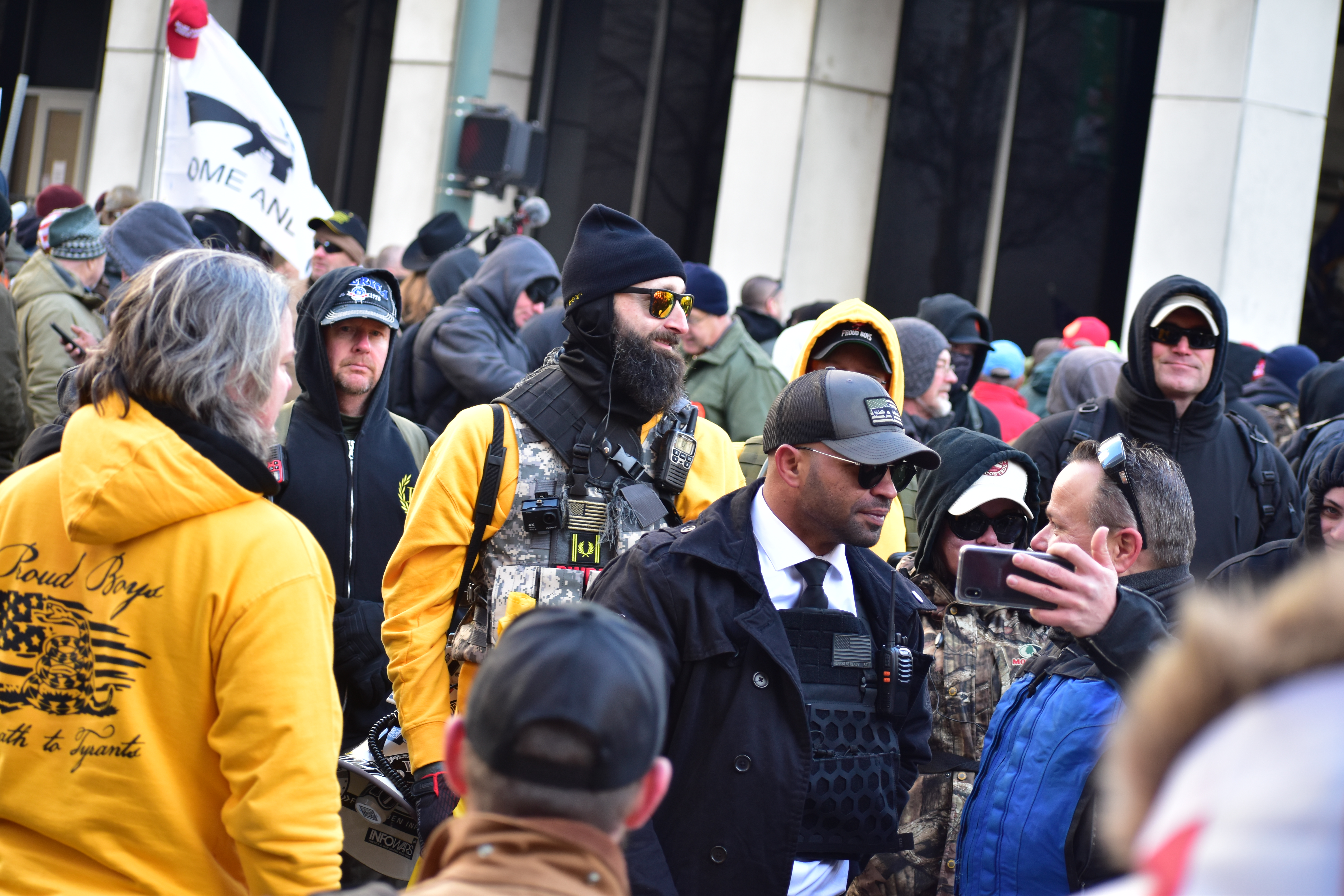
The Proud Boys en una concentració de la Segona Esmena a Richmond

El gener de 2020, els Proud Boys van assistir a una gran concentració de la Segona Esmena a Richmond, Virgínia. S’oposen a les protestes de Black Lives Matter i veuen els intents d'eliminar estàtues de líders confederats i d'altres personatges històrics com una “trama d'esquerres per destruir la història nord-americana”.
El 10 de maig de 2020, un butlletí sobre les campanyes de desinformació de les protestes COVID-19 del Centre d'anàlisi d'informació de Colorado (CIAC) descrivia com "els Proud Boys, un grup extremista d'extrema dreta, han estat actius en la difusió de teories de la conspiració sobre Covid-19 a Twitter, Facebook i Telegram", suggerint que" una facció d'elits està armant el virus, i que probablement una vacuna seria una eina per al control de la població i el control mental". El butlletí del CIAC també advertia que "la difusió de la desinformació pot causar malestar civil i pànic massiu".
Els funcionaris de Facebook van informar,el 30 de maig de 2020, que els sistemes interns van marcar l'activitat dels comptes relacionats amb Proud Boys que animaven els "agitadors armats" a assistir a les protestes després de l'assassinat de George Floyd.
El grup es va mantenir actiu al nord-oest del Pacífic i tenia una dotzena de capítols a Idaho, Oregon i Washington el 2020. El juny del 2020, membres dels Proud Boys es van concentrar a la zona autònoma del Capitol Hill a Seattle, Washington, per intentar enfrontar-se als manifestants.

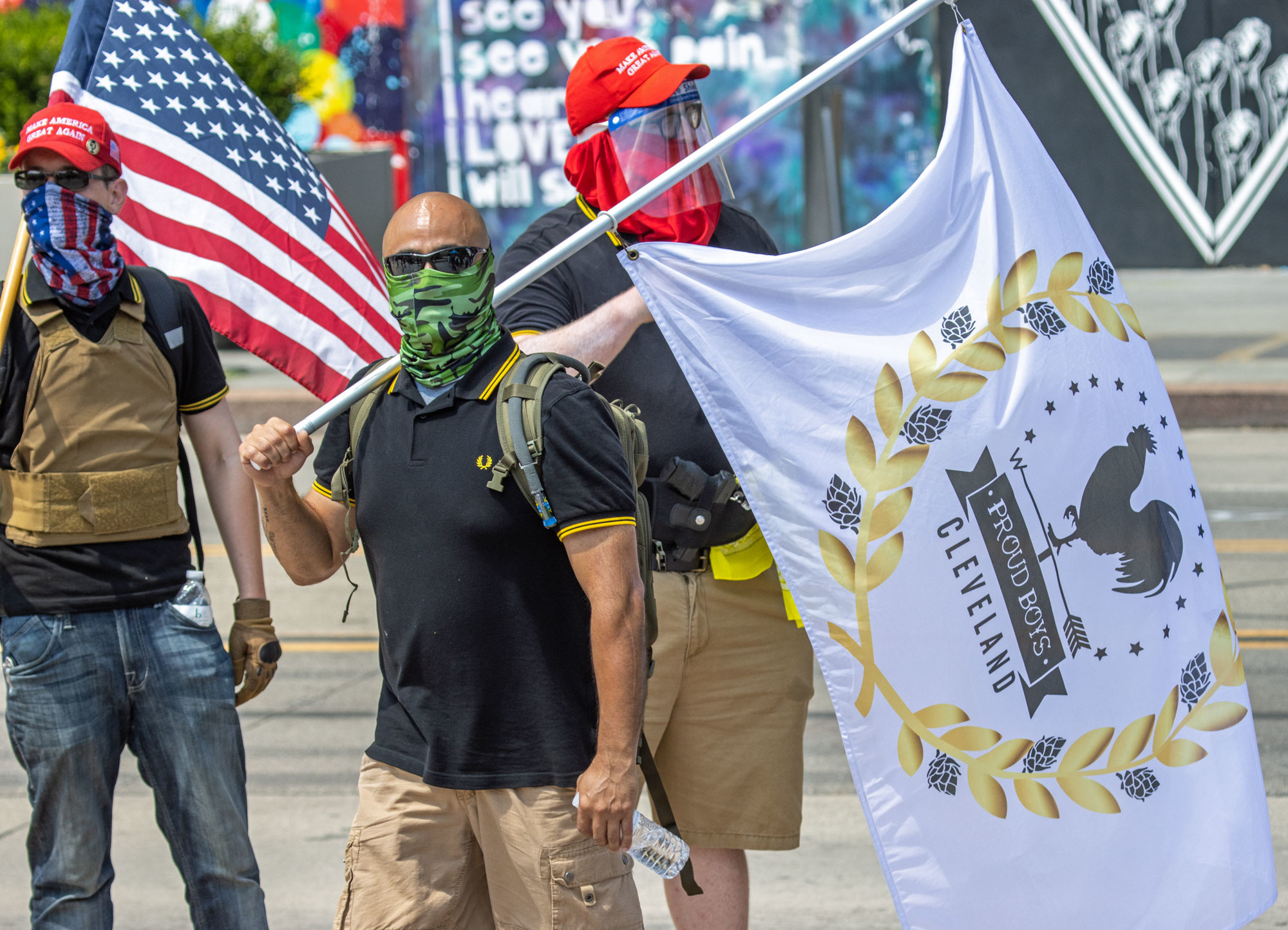
Els Proud Boys en un esdeveniment d'Ohio el 2020

Tusitala "Tiny" Toese, resident a Washington i membre de Proud Boys, conegut per haver barallat als carrers de Portland i Seattle durant les protestes polítiques, va ser arrestat a Washington el 28 d'agost de 2020. Va ser buscat per diverses infraccions de llibertat condicional relacionades amb la seva condemna per agressió a un delicte del 2018 que va deixar un manifestant amb punts de sutura i una commoció cerebral al juny del 2018. Toese, anteriorment afiliat a Patriot Prayer, havia estat observat participant en altres assalts amb membres dels Proud Boys, inclòs un assalt en un centre comercial del comtat de Clark, Washington, al maig del 2018 i un assalt a Seattle el juny del 2020.
Alan Swinney, membre de Proud Boys, amb seu a Texas, va ser arrestat el 30 de setembre de 2020 i detingut a Oregon per "múltiples càrrecs d'assalt, dirigint una arma de foc a una altra, l'ús il·lícit d'una arma i l'ús il·legal de gas lacrimògens, pistola paralitzadora o maça". Swinney havia estat gravat disparant pellets de airsoft contra manifestants i periodistes i, en un moment donat, va atacar un revòlver als seus oponents durant una protesta de Portland, Oregon, a l'agost del 2020.
L'1 d'octubre de 2020, The Guardian va informar que diverses agències dels Estats Units van descriure diversos Proud Boys com a "perillós grup" supremacista blanc", "supremacistes blancs", "extremistes" i com "una banda", amb les forces de l'ordre mostrant preocupació" sobre l'amenaça del grup a grups minoritaris i agents de policia, i les seves teories de la conspiració", incloses les teories de la desinformació i la conspiració de COVID-19.

#### Debats presidencials del 2020
En el primer debat presidencial del 2020 del 29 de setembre del 2020, el moderador Chris Wallace va preguntar al president Donald Trump: "Esteu disposat, aquesta nit, a condemnar els supremacistes blancs i els grups de milícies i dir que han de mantenir-se drets i no afegir la violència en algunes d'aquestes ciutats, tal com hem vist a Kenosha i com hem vist a Portland ? " Trump va respondre: "Clar. Clar, estic disposat a fer-ho ". Després va demanar aclariments i va dir: "A qui voldríeu que condemnés?" Wallace va esmentar "supremacistes blancs i milícies de la dreta". Durant l'intercanvi, el candidat demòcrata a la presidència, Joe Biden, va respondre "Proud Boys" i Trump va respondre: "Proud Boys, quedeu-vos al peu, però us diré què, us diré què, algú ha de fer alguna cosa sobre l'antifa i l'esquerra, perquè no es tracta d'un problema de dretes". Poc després, Joe Biggs, un dels organitzadors de Proud Boys, va compartir a través del seu compte de xarxes socials Parler un logotip amb les paraules del president "Stand back" i "Stand by".
Un investigador va dir que els membres de Proud Boys als canals de Telegram van créixer gairebé un 10% després del debat. El Washington Post va informar que els comentaris de Trump van quedar ràpidament "recollits en mems, incloent-hi un que representava a Trump en un dels polo de la firma Proud Boys". Un altre mem va mostrar la cita de Trump al costat d'una imatge d'homes barbuts que portaven banderes americanes i que apareixien per preparar-se per a una baralla".
El 30 de setembre, el president Trump va aclarir la seva declaració i va afirmar que "no sap què són els Proud Boys" i que "haurien de deixar-se de banda". Deixeu que la policia faci la seva feina." L'1 d'octubre, Trump va dir al programa de Sean Hannity: "Ho he dit moltes vegades i deixo que tinc clar de nou: condemno el KKK. Condemno tots els supremacistes blancs. Condemno els Proud Boys. No sé molt dels Proud Boys, gairebé res. Però ho condemno".
Durant el segon i últim debat presidencial del 22 d'octubre, el candidat demòcrata Joe Biden es va referir, equivocadament, als Proud Boys com a “nois pobres”, un full que es va fer viral a les xarxes socials.

#### Reclamació de #ProudBoys a les xarxes socials
A principis d'octubre de 2020, es va llançar una campanya de la comunitat LGBT a Twitter, aparentment iniciada per l'actor George Takei, per ‘recuperar’ l'etiqueta #proudboys. El grup usava prèviament l'etiqueta per identificar contingut fanàtic, però va començar a ser pres per missatges positius que celebraven famílies i comunitats LGBT, amb memes i fotos d'amics i famílies gai.
La recepció de la recuperació ha estat en gran part positiva, amb l'etiqueta tendència el 4 d'octubre. Els tuits de figures destacades com la periodista Jane Lytvynenko i el representant de Florida, Carlos Guillermo Smith, han reconegut la campanya, amb Takei tuitant que "la nostra comunitat i els seus aliats van respondre a l'odi amb amor". Les Forces Armades del Canadà als Estats Units també van twittear el suport, amb una imatge del caporal Brent Kenny besant a un altre home, amb la Marina Reial del Canadà i el compte de l'HMCS Winnipeg (que Kenny va navegar) retuitejant. En un tuit posterior, les Forces Armades del Canadà als Estats Units van publicar: "Si porteu el nostre uniforme, sabeu què significa. Si esteu pensant en portar el nostre uniforme, sabeu què significa. L’amor és amor".
En resposta als tuits, el líder de Proud Boys, Tarrio, va comentar oficialment que era histèric i que "això no és ofensiu per a nosaltres. No és un insult. No som homòfobs. No ens importa amb qui dorm la gent. La gent pensa que ens molestarà. No ho fa". A l'aplicació Parler, una xarxa de conservació social en gran manera conservadora, els missatges publicats pels membres contenien comentaris principalment odiosos, com ara "els maricots, no suporten els gais ... Forbes també ha informat que Tarrio ha publicat comentaris oposats a Parler, que descriu com creu que "l'esquerra estava intentant convertir el nom del grup en" una insensata "i que la campanya d'orgull gai amb #proudboys va ser un intent" d'ofegar les veus dels nostres seguidors."

#### Desinformació estrangera durant la campanya presidencial del 2020
Durant l'campanya presidencial del 2020 a l'octubre, es van enviar correus electrònics amenaçadors que afirmaven ser dels Proud Boys als votants demòcrates d'Alaska, Arizona, Florida i Pennsilvània, els últims tres dels quals eren estats basculants a les properes eleccions. Els correus electrònics advertien: "Votareu per Trump el dia de les eleccions o anirem després de vosaltres". El president de Proud Boys, Enrique Tarrio, va negar la participació del grup i va dir que n'havia parlat amb l'FBI. Tarrio va dir a The Washington Post que "fa dues setmanes crec que els serveis de Google Cloud ens van deixar caure de la seva plataforma, de manera que vam iniciar una transferència d'URL, que encara està en procés. Simplement no l'hem utilitzat mai". Miami New Times va informar que els correus electrònics provenien d'info@proudboysofficial.com, un dels dos llocs web pertanyents a Proud Boys, i que Tarrio va dir que no s’havien actualitzat en un any i mig. Tarrio va afegir que un correu electrònic autèntic de Proud Boys provindria de proudboysusa.com. L'FBI va anunciar que la intel·ligència iraniana era la responsable dels correus electrònics falsificats enviats per intimidar els votants de Florida i va afegir que Rússia també treballava per influir en les eleccions. Funcionaris de cada país van negar les acusacions.

#### Assalt de bandes
El 2019, dos Proud Boys van ser condemnats a quatre anys de presó per intent d'atac de bandes, intent d'agressió i altres càrrecs per un incident de Nova York del 2018 on van atacar individus que els fiscals van dir que eren membres d'antifa.

### 2020-2021

#### Incident de l'Església Metodista Unida de DC Asbury i càrrecs penals contra Tarrio
El 12 de desembre de 2020, els membres dels Proud Boys van dirigir-se a l'església metodista unida d'Ashbury, l'església històricament negra més antiga de Washington, DC, després de les protestes pro-Trump a principis d'aquest dia. Van llançar senyals de mans supremacistes blanques i van enderrocar i van cremar un rètol Black Lives Matter que havia estat aixecat per l'església. El reverend Ianther M. Mills, el pastor de l'església, va descriure els fets com "una reminiscència de cremades creuades " i va expressar la seva tristesa perquè la policia local no hagués intervingut. El líder dels Proud Boys, Enrique Tarrio, va intentar reclamar la responsabilitat de l'incident, que la policia ha designat un delicte d'odi. Va ser arrestat el 4 de gener de 2021 i acusat d'un delicte de destrucció de béns (una falta) i de dos de possessió de dispositius d'alimentació de municions d'alta capacitat (un delicte); les autoritats locals van indicar que la Fiscalia dels Estats Units seria l'autoritat per decidir si presentaria o no càrrecs per delictes d'odi. L'Església Episcopal Metodista Africana Metropolitana, que també va ser objecte de vandalisme durant la protesta del 12 de desembre de 2020, va demandar els Proud Boys i Tarrio. El jutge del cas també va dictar una ordre judicial que prohibia l'entrada de Tarrio al districte de Columbia, llevat d'excepcions limitades relacionades amb qüestions judicials.

#### Assalt de l'edifici del Capitoli

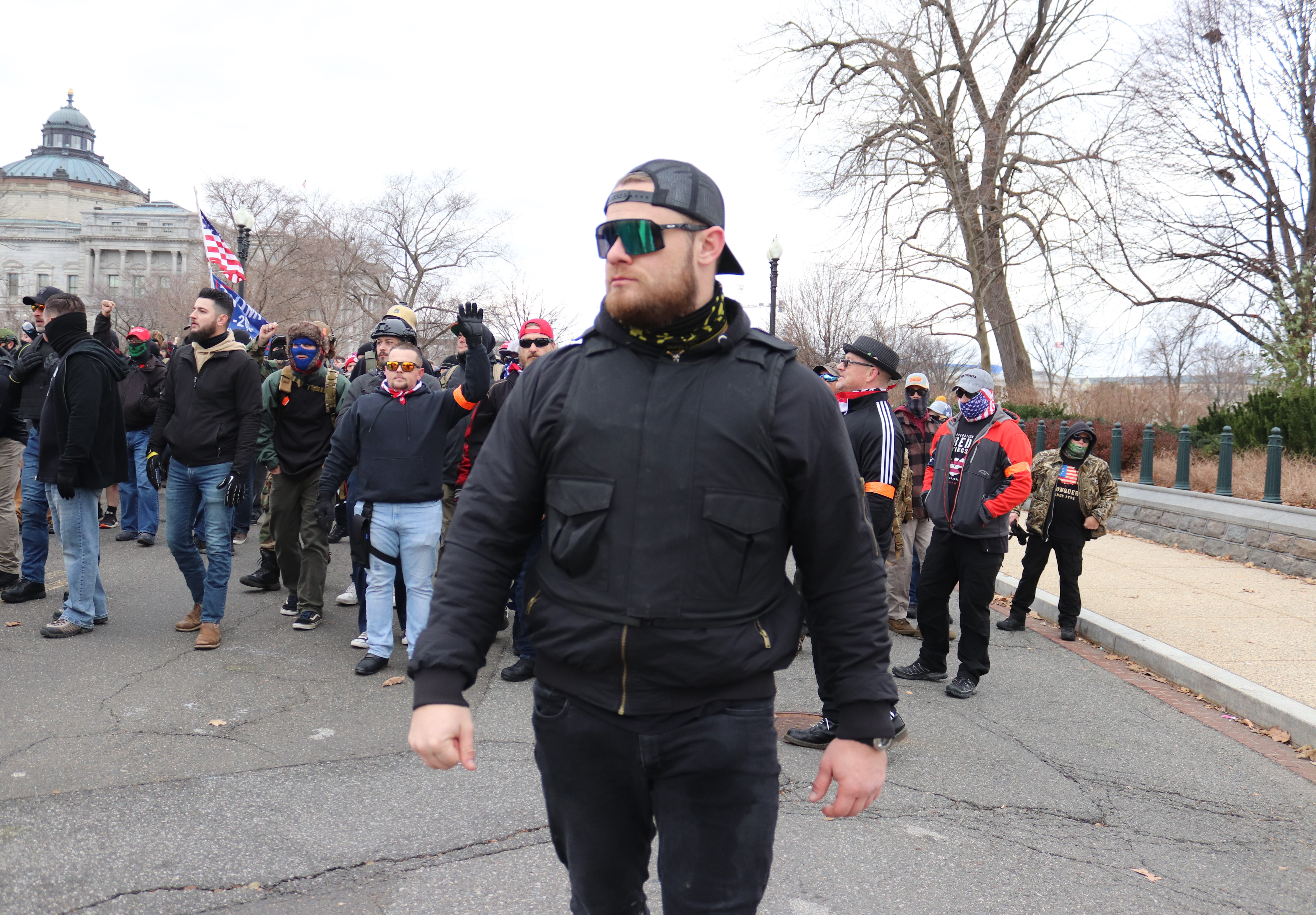
Ethan Nordean lidera un contingent de Proud Boys mentre marxen cap al Capitol Building el 6 de gener

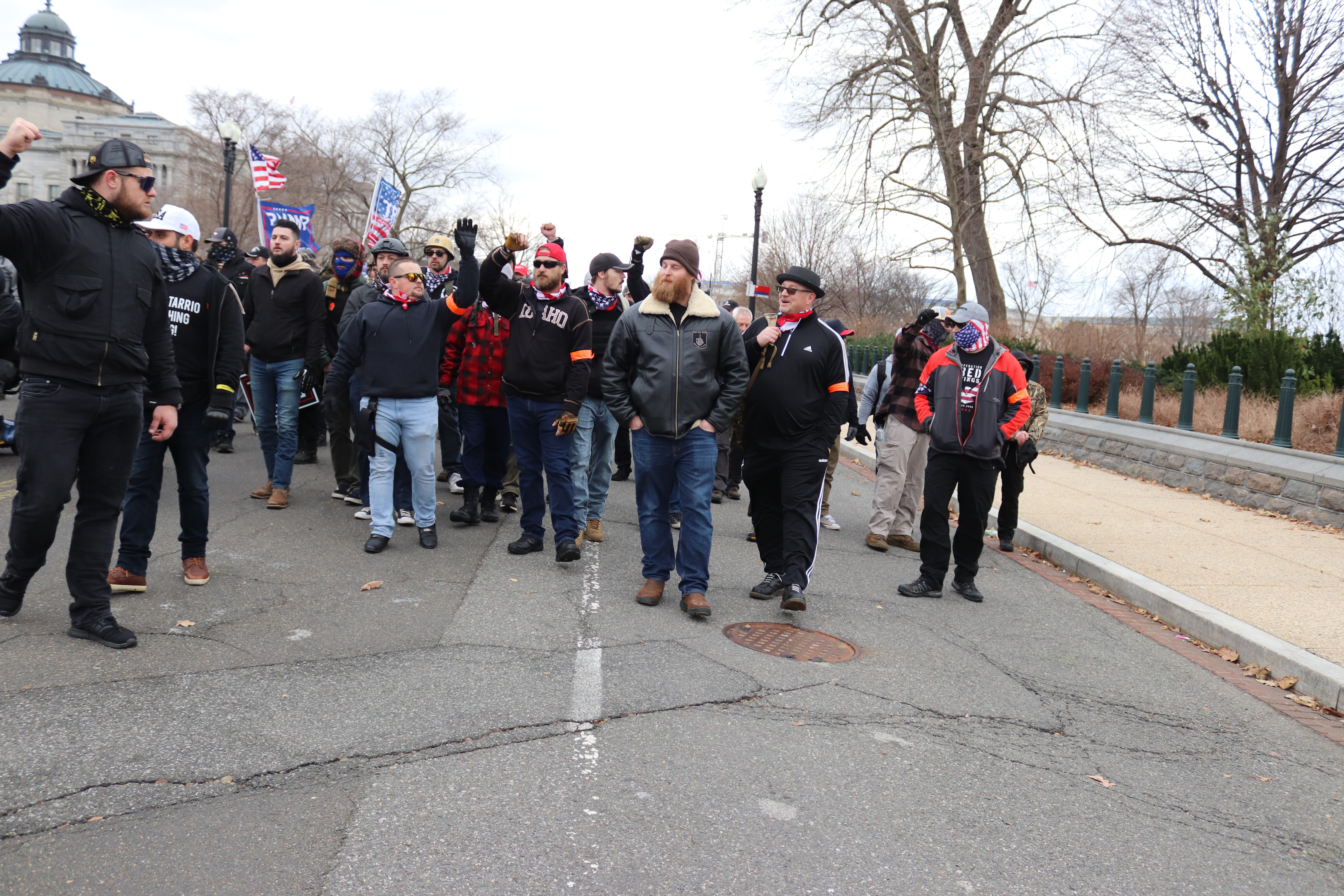
Membres dels Proud Boys que passaven pel Tribunal Suprem dels Estats Units en el seu camí cap a l'edifici del Capitoli el 6 de gener de 2021

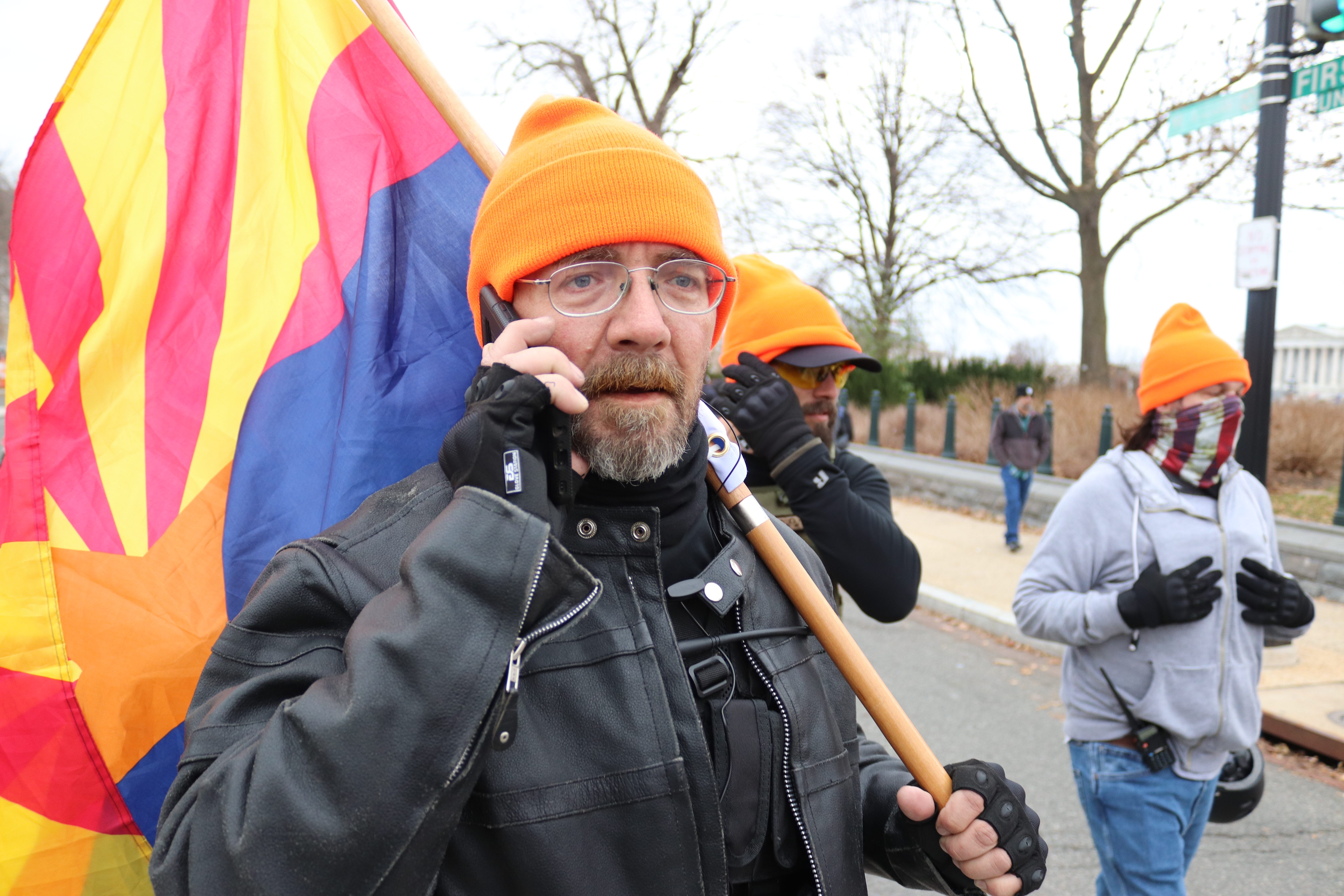
Proud Boys d'Arizona que marxaven cap a l'edifici del Capitoli amb barrets taronja

El 6 de gener de 2021, molts membres dels Proud Boys van participar en l'Assalt de l'edifici del Capitoli dels Estats Units, on alguns membres del grup van aparèixer amb barrets taronja. Alguns membres vestien tota la roba negra, en lloc de la seva vestimenta groga i negra, tal com havia suggerit Tarrio en una publicació de Parler dies abans, que els fiscals van dir que era una referència aparent a imitar l'aparició dels membres de l'antifa. L'anàlisi de CNN va trobar que almenys onze persones vinculades a Proud Boys havien estat acusades el 3 de febrer. El Departament de Justícia va anunciar el 3 de febrer de 2021 que dos membres havien estat acusats de conspiració.
Una revisió del Wall Street Journal de publicacions a les xarxes socials de membres de Proud Boys va demostrar que el grup invocava repetidament els missatges de Trump com una crida a l'acció, i els descoratjaven les detencions i el que percebien com la falta d'acció de Trump a la dies previs a la inauguració de Joe Biden.

## Resposta

### Pleit SPLC
Tot i que suposadament havia tallat els seus llaços amb els Proud Boys el novembre de 2018, deixant el càrrec de president, McInnes va presentar una demanda de difamació el febrer de 2019 contra el Southern Poverty Law Center (SPLC) al tribunal federal d'Alabama per La designació de SPLC dels Proud Boys com a grup d'odi general. El SPLC va prendre la demanda "com a compliment" i una indicació que "estem fent la nostra feina". Al seu lloc web, el SPLC va dir que "McInnes juga un joc retòric duplicat: rebutjar el nacionalisme blanc i, en particular, el terme 'alt-right' mentre defensa alguns dels seus principis centrals" i que les bases i els líders utilitzen regularment mems nacionalistes blancs i mantenen afiliacions amb extremistes coneguts. Són coneguts per la retòrica antimusulmana i misògina. Proud Boys han aparegut al costat d'altres grups d'odi en reunions extremistes com el míting Unite the Right de Charlottesville." McInnes està representat per Ronald Coleman. A més de la difamació, McInnes va reclamar una injerència tortuosa amb avantatges econòmics, "falsa invasió lleugera de la intimitat" i "ajudar i incitar a la discriminació laboral". L'endemà de presentar la demanda, McInnes va anunciar que havia estat contractat de nou pel grup de mitjans d'extrema dreta canadenc The Rebel Media. L'SPLC va presentar una moció per desestimar la demanda el juliol de 2019.

### Demanda federal de maig de 2019
El 17 de maig de 2019, Bill Burke, d'Ohio, va presentar 3 dòlars demanda de milions contra Proud Boys, Kessler i diverses persones i grups associats a la concentració Unite the Right. Burke va resultar greument ferit en l'atac de Charlottesville a l'agost del 2017 que va seguir després de l'esdeveniment. La denúncia inicial de 64 pàgines al·lega que les parts esmentades "van conspirar per planificar, promoure i dur a terme els fets violents a Charlottesville". Segons Burke, les seves lesions físiques i mentals han provocat un "greu patiment psicològic i emocional".

### Designacions governamentals

#### Estats Units
A finals de novembre de 2018, una nota interna de l'oficina del xèrif del comtat de Clark mostrava que l'FBI havia designat els Proud Boys com a grup extremista, però més tard va aclarir que només certs membres eren amenaces extremistes amb vincles amb el nacionalisme blanc.

#### Canadà
Bill Blair, ministre canadenc de seguretat pública i preparació per a emergències, va anunciar el gener de 2021 que el Canadà estudiava designar els Proud Boys com una organització terrorista.
El 25 de gener de 2021, la Cambra dels Comuns del Canadà va aprovar per unanimitat una moció que demanava al govern "que utilitzi totes les eines disponibles per fer front a la proliferació de grups supremacistes i d'odi blancs, començant per designar immediatament els Proud Boys com a entitat terrorista".
El 3 de febrer de 2021, els Proud Boys van ser designats oficialment com a entitat terrorista al Canadà. Bill Blair, el ministre de Seguretat Pública, va afegir (13 nous grups, inclosos quatre grups extremistes violents motivats ideològicament; la divisió Atomwaffen, la base, el moviment imperial rus i) els Proud boys a la llista d'entitats terroristes del Codi Penal.
L'article 83.01 () del codi penal canadenc defineix una entitat terrorista com "a) una entitat que té com un dels seus propòsits o activitats facilitar o dur a terme qualsevol activitat terrorista, o b) una entitat catalogada i inclou una associació d'aquestes entitats". Una entitat cotitzada significa una entitat en una llista establerta pel governador en consell en virtut de l'article 83.05. El Consell de Ministres del Canadà pot enumerar una entitat per recomanació del ministre de Seguretat Pública i Preparació per a Emergències si el governador en consell està convençut que hi ha motius raonables per creure que (a) l'entitat ha intentat dur a terme, va participar o va facilitar una activitat terrorista; o (b) l'entitat ha actuat conscientment en nom d'una entitat a què es refereix el paràgraf (a), en direcció o en associació amb aquesta.

#### Nova Zelanda
El 20 de juny de 2022, el comissari de policia Andrew Coster i la primera ministra Jacinda Ardern van designar als Proud Boys i a un altre grup d'extrema dreta anomenat The Base com a organitzacions terroristes. Com a resultat de la designació terrorista, qualsevol persona que tingui propietats o relacions financeres amb aquestes organitzacions s'enfronta a un procés judicial i a una pena de fins a set anys de presó en virtut de la Terrorism Suppression Act.

##### Conseqüències del llistat
Segons l'article 83 del Codi penal del Canada, és un delicte acusable proporcionar usos o posseir béns amb fins terroristes. Com a resultat del llistat, cap persona del Canadà o canadenca fora del Canadà pot tractar amb coneixement de la propietat, proporcionar serveis financers o facilitar cap transacció al grup. Les institucions financeres no poden processar pagaments ni oferir préstecs a membres coneguts i estan obligades a comunicar propietats o transaccions als reguladors. La llista no significa que el grup estigui prohibit ni que la pertinença sigui un delicte. La pertinença als Proud Boys no està criminalitzada. Proporcionar béns immobles o serveis financers a una entitat que figura a la llista és un delicte, que fa que el pagament de les quotes de membres al grup sigui un delicte de terrorisme al Canadà. La compra de mercaderies de Proud Boys podria ser un acte criminal i es poden aplicar restriccions de viatge a les persones associades al grup. A més, també es criminalitza la participació i la contribució quan el propòsit d'aquesta participació és millorar la capacitat d'aquest per facilitar o realitzar una activitat terrorista. Aquest comportament inclou el reclutament de persones en pràctiques, el creuament d'una frontera internacional i la prestació o oferta de competències o experiència.

### Desaccelerant
L'organització Proud Boys ha estat prohibida per Facebook, Instagram, Twitter i YouTube.

## Subgrups

### Proud Boys' Girls
Las Proud Boys' Girls (literalment, noies dels Proud Boys), és un grup fundat el 2016 i integrada únicament per les dones i parelles dels Proud Boys que donen suport al grup original, si bé no se cita oficialment en els seus comptes i pàgines oficials. Usen un logotip propi, amb les els inicials P-B-G al voltant d'una naja ensangonada creuada amb un pintallavis vermell. En 2018, el Departament de Policia del Comtat de Clark, Washington, va acomiadar a una agent per portar una dessuadora de les Proud Boys 'Girl.

### Ordre Fratern dels Alt-knights
El 2017, Kyle Chapman, sobrenomenat "Based Stickman" després de les protestes de Berkeley del 2017, va formar una autoproclamada ala paramilitar dels Proud Boys anomenada l'Orde Fraternal dels Alt-Knights (FOAK). La figura alt-dreta Augustus Sol Invictus va actuar com a segon al capdavant de FOAK fins que va deixar el grup.

### Faccions canadenques
Després de l'assalt del 2021 al Capitoli dels Estats Units, les faccions d'Ottawa i Manitoba es van dissoldre.

## Simbolisme
Els membres dels Proud Boys es poden identificar per l'ús de polsos negres i grocs Fred Perry, banderes americanes, barrets MAGA i armadures militars. Els membres sovint porten armes.

### Associació amb roba de Fred Perry

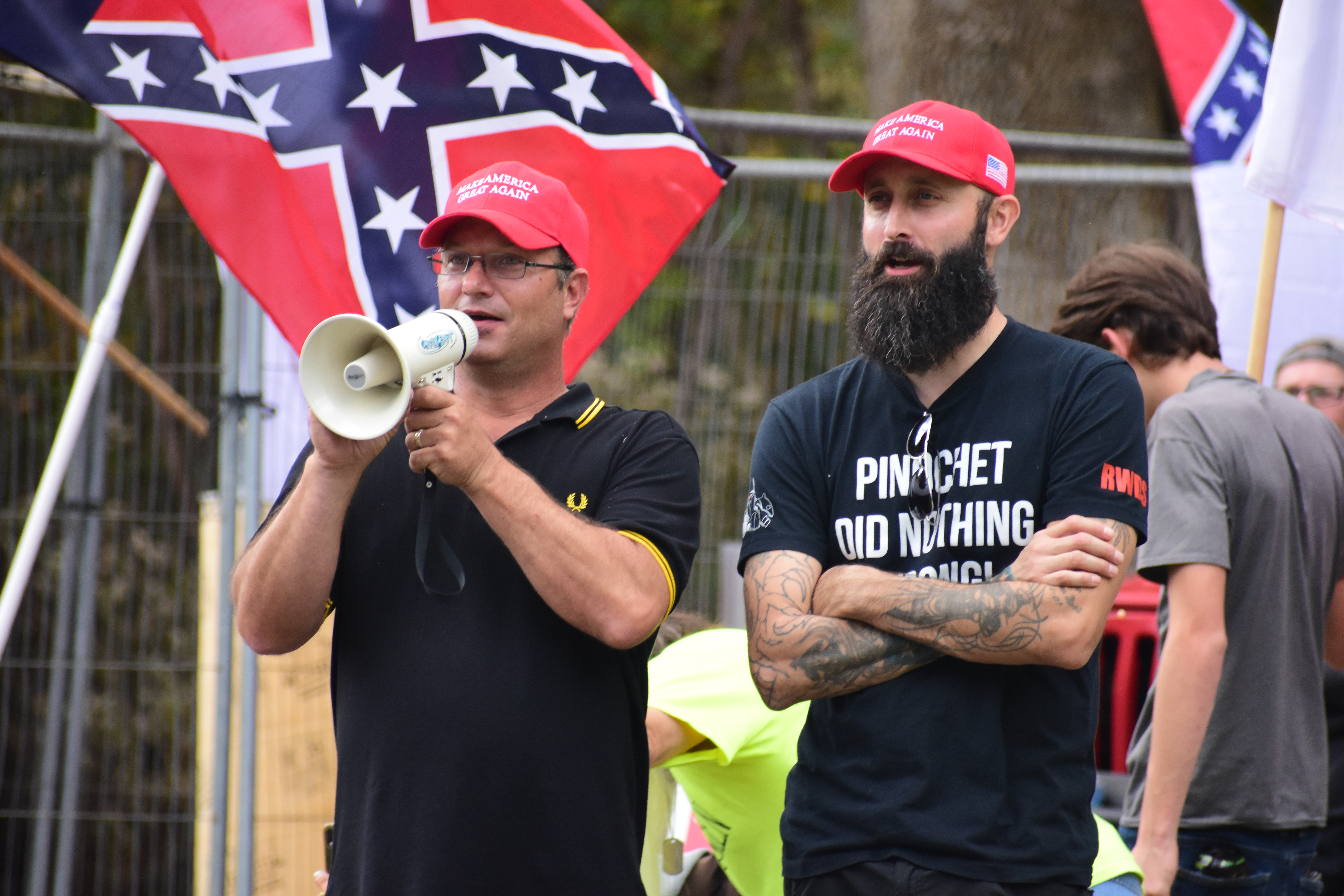
Proud Boy amb un polo de Fred Perry i una gorra MAGA en una manifestació neoconfederada al 2019

Des dels primers dies del grup, els Proud Boys han vestit polos Fred Perry negres amb la twin tip groga, per suggeriment de McInnes. La marca, que ja havia estat prèviament associada negativament amb skinheads i el Front Nacional Britànic als anys 70, va emetre diverses declaracions públiques distanciant-se de les creences dels Proud Boys i demanant als membres que deixessin de portar la seva roba.
El 2017, el conseller delegat de Fred Perry, John Flynn, va denunciar l'afiliació amb els Proud Boys en unes declaracions a CBC Radio, dient: "No donem suport als ideals ni al grup del que parleu. És contrari a les nostres creences i a les persones amb qui treballem". Els polos amb aquella combinació de colors no es venen als Estats Units des del setembre del 2019. El setembre de 2020, el detallista va anunciar que no els vendrà als Estats Units fins que no acabi l'associació amb Proud Boys.

### Barrets MAGA
Els Proud Boys solen vestir gorretes MAGA vermelles a les manifestacions, sovint combinats amb polos negres i grocs de Fred Perry.

### 6MWE
"6MWE" és un eslògan antisemita que apareix en algunes peces de vestir associades als Proud Boys. És un acrònim que significa que "6 milions no eren suficients" (en angles: 6 million wasn't enough), referint-se al nombre de víctimes de l'holocaust jueu. El lema pot aparèixer juntament amb símbols de la República Social italiana, el govern feixista d'Itàlia recolzat per l'Alemanya nazi.
En un episodi del 7 de gener de 2021 de The Last Word amb Lawrence O'Donnell de MSNBC, el presentador va condemnar els antiavalots que van assaltar el Capitoli mentre portaven roba antisemita, inclòs un antiavalot que suposadament va participar en l'assalt mentre portava una camisa amb l'eslògan 6MWE. No obstant això, una comprovació de dades feta per The Forward va comprovar que la foto del aldarull amb l'eslògan a la camisa s'havia fet abans de l'assalt en un encontre anterior de Proud Boys al desembre de 2020 al Capitoli.